# Genista fasselata
Genista fasselata är en ärtväxtart som beskrevs av Joseph Decaisne. Genista fasselata ingår i släktet ginster, och familjen ärtväxter. IUCN kategoriserar arten globalt som livskraftig. Inga underarter finns listade i Catalogue of Life.